# Várhelyi Olivér
Várhelyi Olivér (Szeged, 1972. március 22. –) magyar jogász, diplomata, 2019 és 2024 között az Európai Bizottság szomszédság- és bővítéspolitikáért felelős biztosa. 2024-től az Európai Bizottság egészségügyi és állatjóléti biztosa.

## Pályafutása
1995-ben kezdett dolgozni az Ipari és Kereskedelmi Minisztérium jogi osztályán. 1996 és 1998 között a Külügyminisztérium Integrációs Államtitkárságán volt referens, majd ugyanitt a helyettes államtitkár kabinetfőnöke lett 2001-ig. 2001-ben került először Brüsszelbe, ahol Magyarország Állandó EU Képviseletén lett jogi tanácsos, majd 2003-tól a Jogi Szolgálat vezetőjeként folytatta pályafutását 2006-ig.
2006 és 2008 között Budapesten az Igazságügyminisztérium EU jogi főosztályának vezetője volt. 2008 és 2011 között az Európai Bizottság apparátusában dolgozott az Iparjogvédelmi Osztály vezetőjeként. 2011-ben a brüsszeli magyar EU képviselet helyettes vezetője lett nagyköveti rangban, egyben a COREPER I nevű, a tagállamok állandó képviseleteinek helyettes vezetőit összefogó bizottság tagja; ezt a pozíciót 2015-ig töltötte be.
2015 szeptemberétől, Györkös Pétert váltva Magyarország Európai Unió melletti állandó képviseletének vezetője volt nagyköveti rangban, és Magyarország képviselője a COREPER II nevű, a tagállamok állandó képviseleteinek vezetőit tömörítő bizottságban.
Miután 2019. szeptember 30-án az Európai Parlament jogi bizottsága összeférhetetlenség miatt nem támogatta az eredeti magyar jelölt, Trócsányi László jelölését az Európai Bizottság tagjává, Orbán Viktor miniszterelnök őt jelölte biztosnak. Várhelyi jelölését a jogi szakbizottság november 12-i ülésén egyhangúlag támogatta, de a második fordulón 14-én a külpolitikai szakbizottságtól már nem kapta meg a 2/3-os többséget (30-an mellette, 48-an ellene szavaztak) így további kérdésekre kellett írásban válaszolnia.
2019. november 18-án Várhelyi Olivér megkapta az Európai Parlament illetékes szakbizottságának jóváhagyását, miután  az írásbeli pótkérdésekre adott válaszait a frakciók koordinátorai kielégítőnek találták. Miután az Európai Parlament november 27-én támogatta az első Von der Leyen-bizottságot, 2019. december 1-jétől az Európai Bizottság szomszédság- és bővítéspolitikáért felelős biztosa lett. 2024-ben Ursula von der Leyen, az Európai Bizottság elnöke az egészségügyért és állatjólétért felelős biztosi pozícióra jelölte.

## Díjai, elismerései
- 2008: Jedlik Ányos-díj[11]